# 캐서린 비버트
캐서린 엘리자베스 비버트 데이비스(영어: Katherine Elizabeth Vibert Davis, 1999년 1월 5일~)는 미국의 전직 역도 선수이다. 결혼 전 이름은 캐서린 엘리자베스 나이(영어: Katherine Elizabeth Nye)였으며 2020년 하계 올림픽에서 여자 라이트헤비급 은메달을 획득했고 세계 선수권 대회에서 금메달 1개(2019)를 획득했다.